# Nereocystis luetkeana

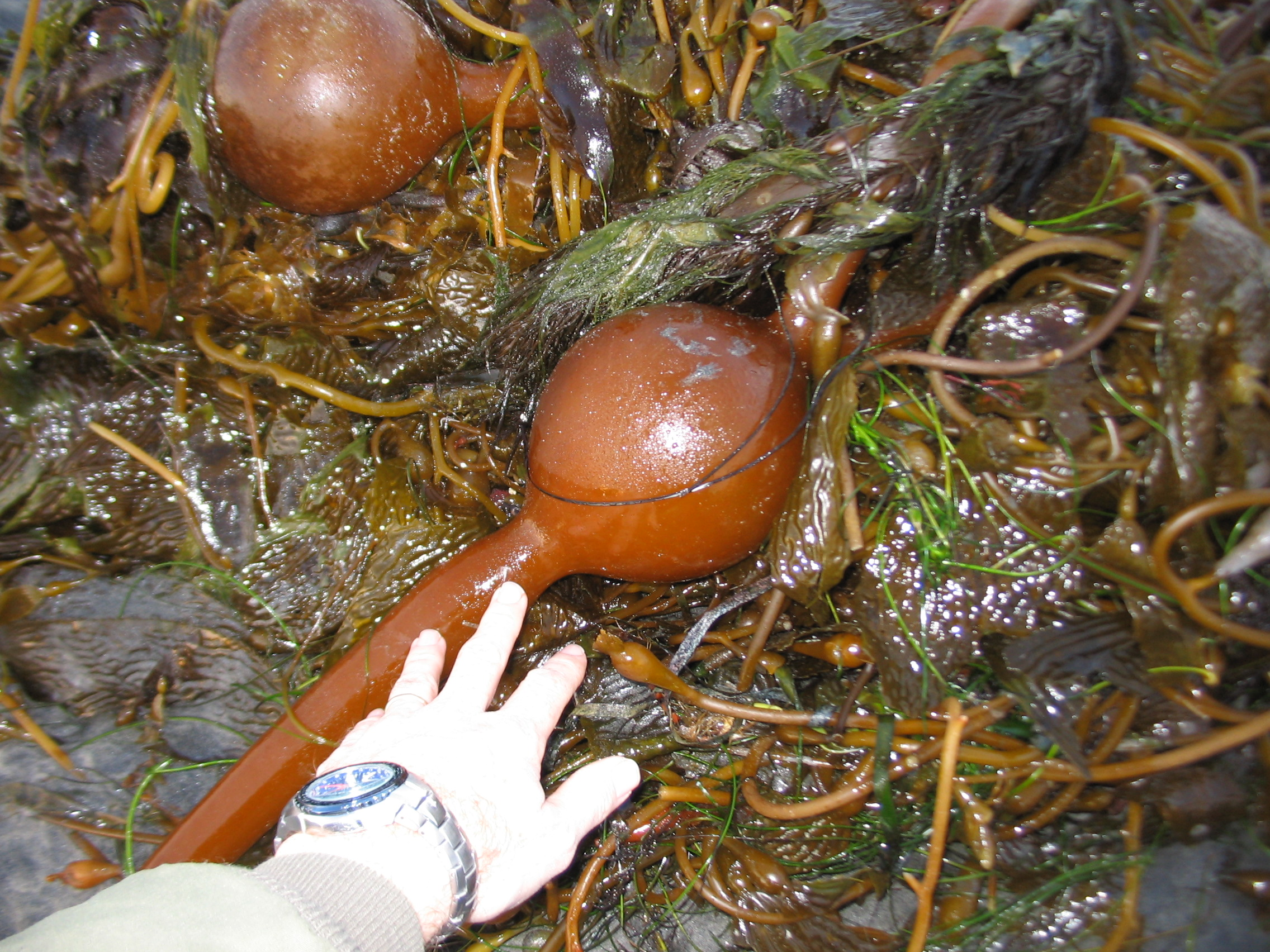
Pneumatocyste von Nereocystis luetkeana (zusammen mit Riesentang)

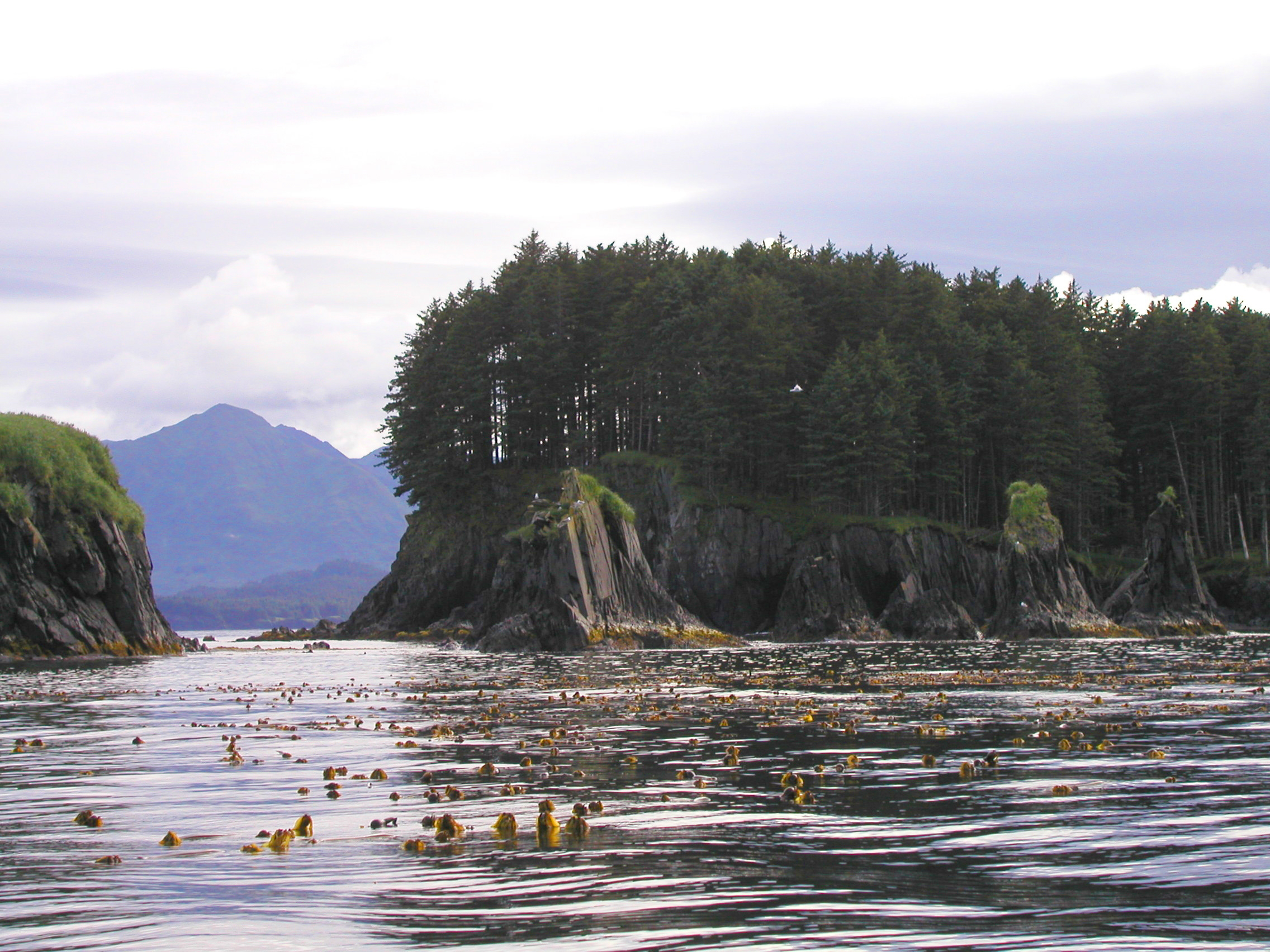
Bestand in der Icon Bay, Spruce Island, Alaska. An der Wasseroberfläche sind die Schwimmkörper erkennbar.

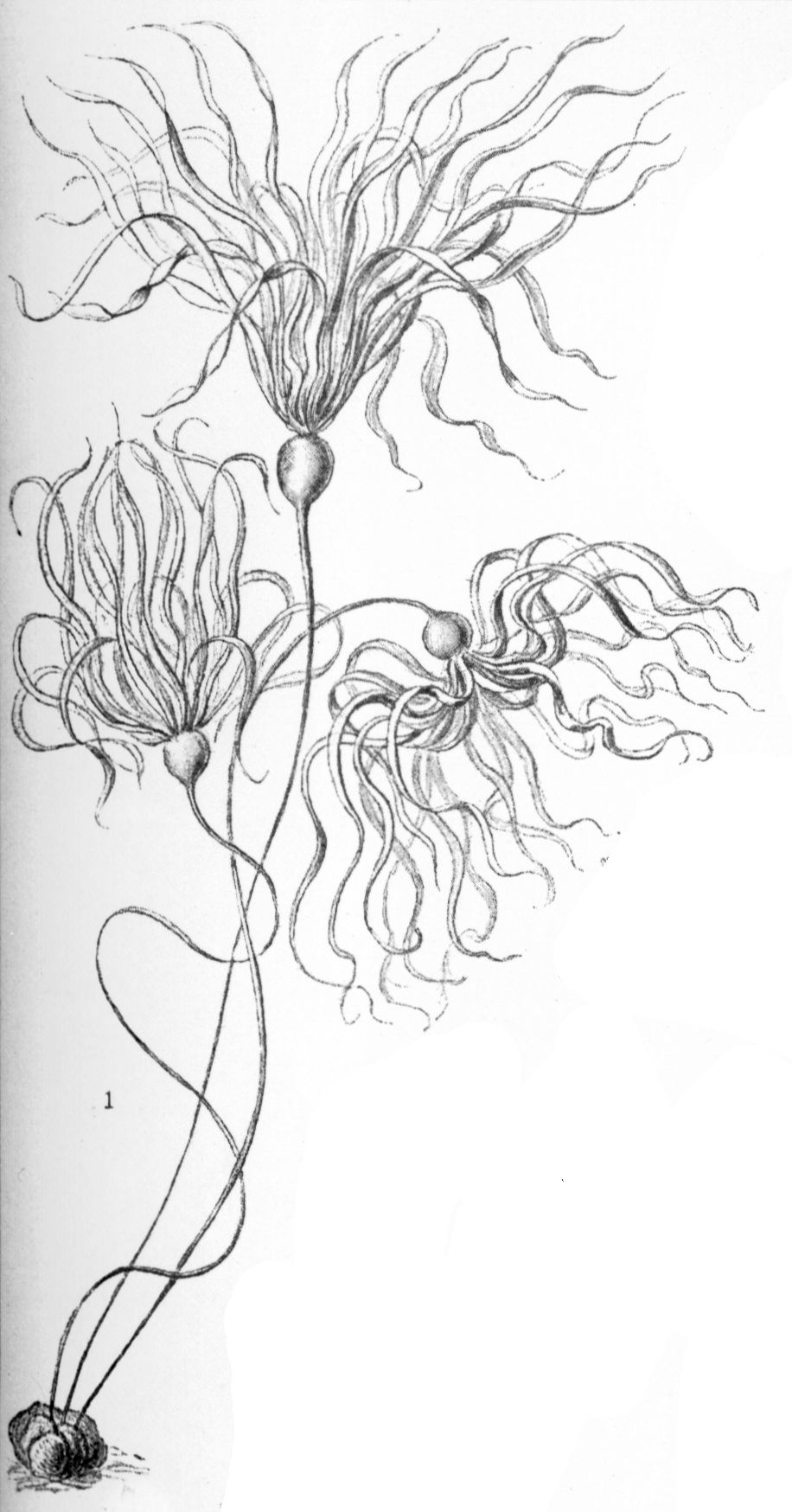
Abbildung in Kunstformen der Natur

Nereocystis luetkeana ist die einzige Art der Gattung Nereocystis innerhalb der Laminariales. Die bis zu 40 Meter große Braunalge bildet an den Meeresküsten des Nordost- und Nordwest-Pazifiks ausgedehnte Tangwälder.
Deutsche Bezeichnungen sind Bullentang, Bullenpeitschentang, auch Bandentang, Blasentang oder Speisetang.

## Beschreibung
Der Thallus von Nereocystis luetkeana kann bis 40 Meter groß werden. Am felsigen Untergrund ist der braune Seetang mit einem halbkugeligen Haftorgan (Rhizoid) verankert, dessen krallenartig verzweigte Hapteren in Wirteln rings um die Stielbasis entspringen.
Der sehr lange, zylindrische, dunkelbraune Stiel (Cauloid) ähnelt einer Peitsche, daher wird die Alge in Amerika auch „bull-whip kelp“ oder „bull kelp“ genannt. Der Stiel kann abhängig von der Wassertiefe bis zu 35 Meter Länge erreichen. Nach oben hin wird er allmählich dicker und endet in einer hohlen, keulenartigen Anschwellung (Apophyse) von zwei bis sieben Zentimeter Durchmesser. Diese trägt, durch eine Einschnürung getrennt, eine kugel- bis eiförmige, gasgefüllte Pneumatocyste als Schwimmkörper mit einem Durchmesser von 9 bis 14 Zentimetern. Ihre faserige Wand ist etwa zwei Zentimeter dick. Der gesamte Schwimmkörper kann bis zu drei Liter Gas enthalten und hält die Pneumatocyste an der Wasseroberfläche.
Am Scheitel der Pneumatocyste entspringt ein Schopf von 50 (bis zu 100) blattartigen Organen. Diese Phylloide sind goldbraun, dünn, breit bandförmig, bis zu vier Meter lang und 15 Zentimeter breit und glattrandig. Sie sind mit gabelig verzweigten Ansätzen an der Pneumatocyste festgewachsen. Durch deren Auftrieb werden die Phylloide an oder nahe unter der Wasseroberfläche gehalten. An ruhigen Standorten bilden sich breite, gewellte Phylloide, an Standorten mit starken Wellen entwickeln sich dagegen schmal bandförmige Phylloide.

## Entwicklungszyklus
Wie bei allen Laminariales ist der sichtbare Tang der Sporophyt. Er beginnt im frühen Frühjahr zu wachsen und erreicht sein „Kronendach“ an der Wasseroberfläche etwa im Mittsommer. Die Alge wächst sehr schnell, es wurden 6 bis 10 Zentimeter Zuwachs pro Tag gemessen. Das Wachstum des Stiels wird durch ein Phytochrom reguliert, so dass es endet, sobald nahe der Oberfläche rote Lichtanteile die Alge erreichen. Im Sommer und frühen Herbst ist die Photosyntheserate der Blattorgane am höchsten. Im Winter, besonders nach Stürmen, sterben die meisten Phylloide ab. Aus dem Haftorgan kann kein neuer Tang wachsen, so dass Nereocystis meist einjährig ist. Nur an geschützten Stellen können einige Exemplare überwintern und ein zweites Jahr erleben.
Die zweigeißeligen haploiden Sporen werden in fruchtbaren Teilen der Phylloide (Sori) gebildet. Die reifen Sori trennen sich vom Rest des Phylloids ab, treiben im Wasser und gelangen schließlich zum Grund. Ein bis vier Stunden nach der Abtrennung werden daraus große Mengen an Sporen freigesetzt, bis zu 23.000 pro Quadratzentimeter und Minute. Sie sind mehrere Tage lebensfähig und können sich durch Photosynthese ernähren. Am Untergrund keimen sie zu mikroskopisch kleinen, männlichen oder weiblichen Gametophyten aus, die aus einreihigen, verzweigten Zellfäden bestehen. Nach zwei bis drei Monaten entstehen auf ihnen die Gameten, Eizellen beziehungsweise Spermien. Nach der Befruchtung setzt die Zygote sich fest und keimt zu einem jungen Sporophyten aus.
Die Ausbreitung der Alge über größere Entfernungen kann durch die Sporen, durch abgerissene Tangteile oder durch die abgetrennten Sori erfolgen.

## Vorkommen
Nereocystis luetkeana kommt im Nordost-Pazifik von Alaska bis nach Zentral-Kalifornien vor. Sie bildet dort an felsigen Küsten ausgedehnte Tangwälder in Wassertiefen von 10 bis 20 Metern. Außerdem wurde sie im Nordwest-Pazifik bei den Kommandeurinseln und bei Kamtschatka gefunden.

## Ökologie
Wo die einjährige Nereocystis zusammen mit dem Riesentang (Macrocystis pyrifera) vorkommt, wird sie von dieser ausdauernden Art auf die exponiertesten Stellen verdrängt.
An Nereocystis fressen die Seeigel Strongylocentrotrus franciscanus und Strongylocentrotrus purpuratus und haben dadurch einen starken Einfluss auf die Bestände. Auch die Abalone-Seeschnecke Haliotis rufescens, weitere Schnecken (Tegula, Callistoma, Collisella pelta) und verschiedene Krebstiere fressen die Alge.
Über 50 Arten von epiphytischen Algen besiedeln die Stiele und Phylloide von Nereocystis, beispielsweise Porphyra nereocystis, Ulva- oder Antithamnion-Arten, außerdem epiphytische Wirbellose wie Moostierchen (Membranipora membranacea), Hydrozoen oder Rankenfußkrebse. Dies bewirkt eine direkte Beschattung, zusätzlich kann bei starkem Aufwuchs das Gewicht so groß werden, dass die Phylloide in tiefere, dunklere Wasserschichten absinken. Eine parasitische Alge (Streblonema) ruft Verformungen und das Abbrechen des Stiels hervor.
Mehrere Fischarten (Synchirus gilli, Liparis sp., Phytichthys chirus) leben auf den Stielen und Blattorganen von Nereocystis. Der Stichlingsartige Aulorhynchus flavidus legt seine Eier auf deren Pneumatocysten ab.

## Systematik
Die Erstbeschreibung der Art erfolgte 1829 durch Karl Heinrich Mertens unter dem Namen Fucus luetkeanus. Der Erstfund stammt vom Norfolksund bei Sitka, Alaska. Der Artname ehrt den russischen Marineoffizier Friedrich Benjamin von Lütke, der während der russischen Nordamerika-Expedition 1826–29 Kapitänleutnant der Korvette Senjawin war.
1840 stellten Alexander Postels und Franz Josef Ruprecht die Art in eine eigene, monotypische Gattung Nereocystis (in: Illustrationes algarum). Der Gattungsname bedeutet „Blase des Meergottes“ (von griechisch Νηρεύς = Nereus und altgriechisch κύστις kýstis = „Blase“) und bezieht sich auf den kugeligen Schwimmkörper, der an der Wasseroberfläche treibt. Weitere Synonyme von Nereocystis luetkeana sind Ulva priapus S.G.Gmelin und Nereocystis priapus (S.G.Gmelin) De A.Saunders. Die Gattung Nereocystis wird der Familie Laminariaceae zugeordnet.

## Nutzung
Nereocystis wird in geringem Umfang wirtschaftlich genutzt. In Kalifornien und British Columbia wird sie zur Herstellung von Dünger und seit den 1980er Jahren auch als Futter für Abalone-Kulturen geerntet. Dabei werden meist die oberen Teile abgeschnitten, wodurch der einzelne Tang abstirbt. Die Bestände der einjährigen Art können dadurch schwer geschädigt werden, insbesondere, wenn die Ernte noch vor der Sporenbildung erfolgt. Um die Tangwälder zu erhalten, unterliegt die Ernte inzwischen bestimmten Einschränkungen ("kelp bed management").
Die Alge ist essbar, in Alaska werden ihre dicken Stiele eingelegt als Spezialität vermarktet. Die getrockneten Teile des Tangs werden auch für Kunst und Handwerk verwendet. In Korea wird Nereocystis volksheilkundlich angewendet.